# Bán hàng trực tiếp
Bán hàng trực tiếp (tiếng Anh: Direct selling) là thuật ngữ bao gồm 2 mô hình kinh doanh chính là tiếp thị đơn cấp (single-level marketing) và tiếp thị đa cấp (multi-level marketing). Tiếp thị đơn cấp là hình thức bán hàng mà trong đó nhân viên tiếp thị trực tiếp bán lẻ sản phẩm cho người tiêu dùng và chỉ hưởng hoa hồng trên số lượng sản phẩm do chính mình tiêu thụ được. Tiếp thị đa cấp (còn gọi là network marketing hoặc person-to-person marketing), ngoài việc bán lẻ trực tiếp cho người tiêu dùng, nhân viên tiếp thị có thể tuyển dụng thêm các nhân viên tiếp thị khác làm nhà phân phối cho mình và được hưởng hoa hồng trên sản phẩm do chính mình và nhà phân phối tiêu thụ được.
Theo FTC: "Bán hàng trực tiếp là một thuật ngữ chung bao gồm nhiều hình thức kinh doanh khác nhau dựa trên việc bán hàng trực tiếp giữa người với người tại các địa điểm không phải là cơ sở bán lẻ, chẳng hạn như các nền tảng truyền thông xã hội, tại nhà nhân viên bán hàng hoặc khách hàng tiềm năng."
Bán hàng trực tiếp hiện đại bao gồm bán hàng được thực hiện thông qua kế hoạch tổ chức tiệc, tổ chức các sự kiện để có thể trình bài sản phẩm, cũng như bán hàng qua internet. Một số nguồn đã định nghĩa bán hàng trực tiếp là: "Việc cá nhân trực tiếp trình bày, trình diễn và bán sản phẩm và dịch vụ cho người tiêu dùng, thường là tại nhà hoặc tại nơi làm việc của họ."  